# Kilowatt-heure d'énergie primaire
Cet article court présente un sujet plus développé dans : Énergie primaire.
Le kilowatt-heure d'énergie primaire (de symbole kWhep, ou kWhep) est l'unité de mesure d'énergie électrique effectivement consommée par un consommateur final. Elle est mesurée dans l'unité industrielle de mesure d'énergie, le kilowatt-heure (kWh), en tenant compte de l’énergie nécessaire à la production et au transport de cette électricité. L'énergie primaire est prélevée directement sur les réserves énergétiques comme les gisements de pétrole, d'uranium, éoliens, etc. Elle inclut l'énergie finale consommée par le consommateur ainsi que l'énergie nécessaire à sa transformation et à son acheminement.

## Utilisation dans le domaine de la réglementation thermique française
En 2011 (et à partir de la réglementation thermique française dans sa version de 2012, ou RT 2012), le coefficient d'énergie primaire (CEP), ou rapport entre énergie primaire et énergie finale, était en France 2,58, par convention, pour l'électricité,. Pour les autres énergies, par convention également, le rapport est de 1,, ce qui signifie qu'on estime que les dépenses de transformation (par exemple, du pétrole brut en fioul domestique) et d'acheminement (du gisement de pétrole à la raffinerie et de celle-ci au consommateur) sont négligeables.